# Ceftibuten
Ceftibuten (cu denumirea comercială Cedax) este un antibiotic din clasa cefalosporinelor de generația a treia, utilizat în tratamentul unor infecții bacteriene. Printre acestea se numără: infecții ale căilor respiratorii superioare și inferioare (acutizări ale bronșitelor acute). Calea de administrare disponibilă este cea orală.

## Reacții adverse
Printre reacțiile adverse se numără reacțiile gastrointestinale. Se poate instala o diaree cu colită pseudomembranoasă, datorită infectării cu Clostridium difficile.